# Juan de Vega

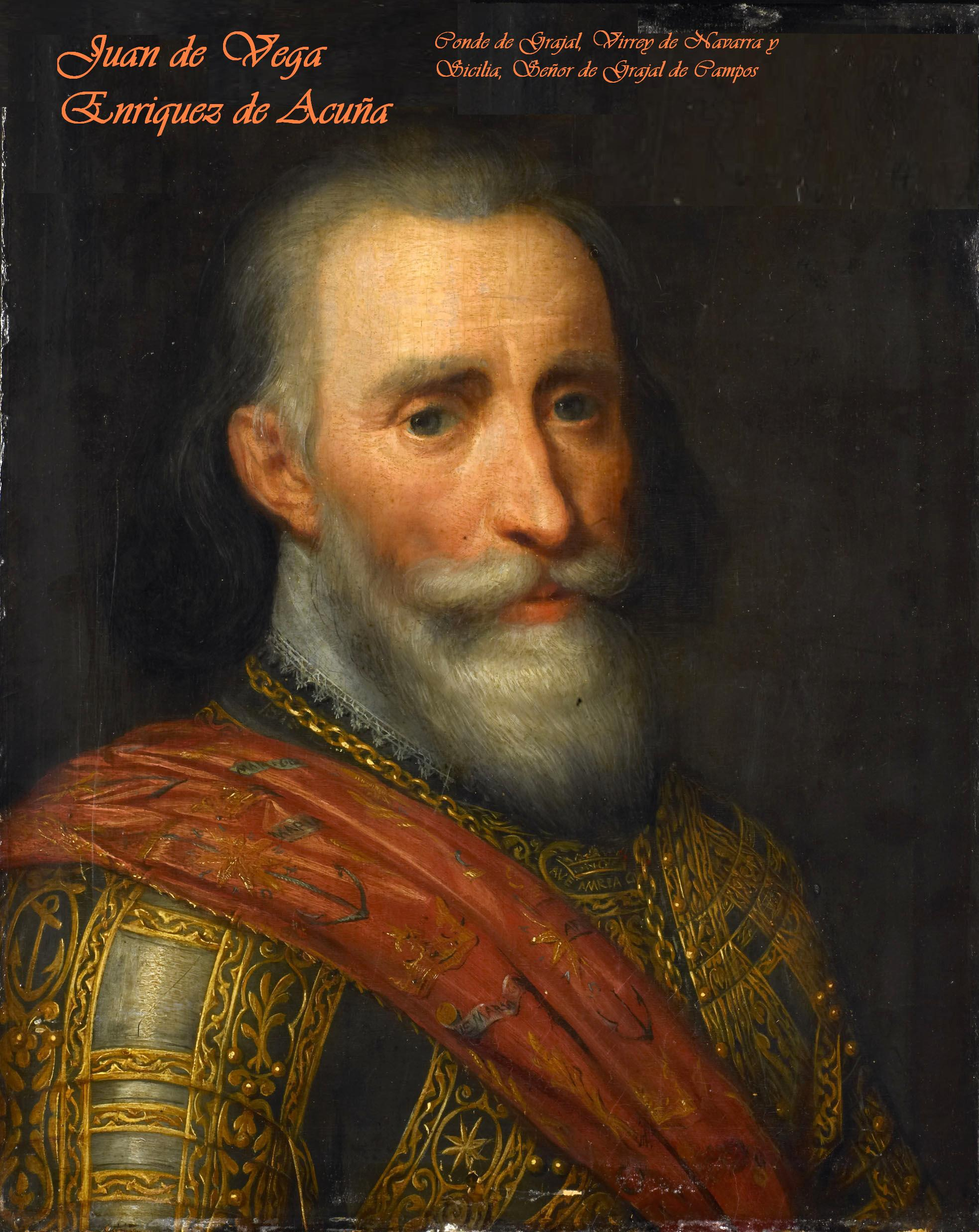
Juan de Vega, Conde de Grajal

Juan de Vega (1507 - Valladolid, 20 de dezembro 1558), foi um aristocrata, militar e estadista espanhol, Vice-rei de Navarra, Vice-rei da Sicília ao serviço do Imperador Carlos I da Espanha | Carlos V de Áustria Sacro Império Romano-Germânico, Embaixador em Roma, Mestre da Ordem de Santiago e Presidente do Conselho de Castela com Felipe II da Espanha | Filipe I de Portugal.

## Família
Era o primogénito dos onze filhos de Hernando de Vega, vice-rei da Galiza, Comandante-Mor de Castela e presidente do Conselho das Ordens, e sua mulher Dona Blanca Enríquez de Acuña, filha de Lope Vázquez de Acuña, II Conde de Buendía, e Dona Inés Enríquez, filha de Fadrique Enríquez, II Almirante de Castela, II señor de Medina de Rioseco y I conde de Melgar y Rueda.. 
Pela morte de seu Pai em 1526 herdou , entre outros, os domínios de  Grajal,  Melgar, Villelga e  Palazuelo, = Notas sobre a genealogia dos condes de Grajal de Campos, seus abusos feudais e suas mansões 
Casou-se em 1524 com Dona Leonor Osório y Sarmiento, Condessa de Santa Marta, senhora Santa Marta de Ortigueira, de Palazuelo de Bedija, etc,. filha de Álvaro Osório, III Marquês de Astorga, VII Duque de Aguiar, VI conde de Villalobos, XV conde de Villanueva de Mondoñedo, IV conde de Trastamara, grande da Espanha, e sua mulher Dona Isabel Sarmiento de Zúñiga, III condessa de Santa Marta, a condessa vermelha, de quem teve três filhos varões - Fernando, Alvaro e Suero - e duas filhas - Isabel e Elena . Isabel, casou com Pedro de Luna,  o qual teve o título de Duque de Bivona, graças à estreita relação de Juan de Vega com o emperador Carlos V. A outra filha, Elena, casou-se com Don Hernando de Moraes y Tavora, do Conselho de Portugal e residente na corte de Madrid, com descendencia em Portugal, representada na primogenitura pela família  Botelho de Moraes Sarmiento,  Condes de Armamar e Guardas Mores do Sal de Setubal

## Carreira
Foi Mestre da Ordem de Santiago Treze da Ordem de Santiago, da qual também foi  Comendador de Hornachos, e em 1542-43 ocupou o cargo de Vice-Rei de Navarra, em cujas funções teve que enfrentar os ataques das tropas francesas aos territórios baixo o seu domínio, durante a guerra italiana de 1542-1546. De lá ele foi como embaixador para Roma, onde conheceu Inácio de Loyola.
Em 1547 assumiu o vice-reinado, de onde adquiriu fama de autoritário, rigoroso e estrito. Preparou a defesa da ilha contra os turcos expandindo as fortificações existentes e construindo uma linha de torres de vigia para detectar a presença das frotas inimigas. Para um melhor aproveitamento contra as incursões dos corsários Otomanos, teve o mérito, em 1549, de constituir uma Nova Milícia com a função de gerir a vigilância costeira e actuar em caso de desembarque de piratas e corsários, que consistia em nove mil peões e seiscentos cavaleiros . O sistema defensivo foi organizado em 10 "sergenzie" com funções administrativas e militares, e cada "sergenzia" era comandada por um sargento. 
Em 1550, passou o Vicereinato a seu filho Hernando de Vega para partir para Mádia (Tunísia) com as galeras de Andrea Doria e do vice-rei de Nápoles Pedro Álvarez de Toledo y Zúñiga em uma expedição punitiva contra Dragute Arrais, tendo este conseguido escapar. Três anos depois, confirmada a aliança franco-otomana, a frota conjunta de Dragute e o Príncipe de Salerno atacaria as costas do Reino de Nápoles, também ameaçando o Reino da Sicília. 
No aspecto administrativo do vice-reinado, mandou cunhar moeda, reativou a economia reconstruindo pontes e estradas, ordenou atualizar o censo da ilha e privilegiou a fundação de vários colégios jesuítas, incluindo o precursor da Universidade de Messina.
Ao regressar à Espanha, em 1557, foi nomeado presidente do Conselho de Castela, tendo morrido no ano seguinte. 